# Mount Kostka
Mount Kostka (russisch Гора Костка Gora Kostka) ist ein 1210 m hoher Berg im Norden des ostantarktischen Viktorialands. In den Anare Mountains ragt er 5 km südöstlich des Saddle Peak an der Westflanke des Sykow-Gletschers auf.
Luftaufnahmen der US-amerikanischen Operation Highjump (1946–1947) dienten seiner Kartierung. Wissenschaftler einer sowjetischen Antarktisexpedition nahmen 1958 Vermessungen vor. Namensgeber der 1961 vorgenommenen Benennung ist der tschechoslowakische Meteorologe Oldřich Kostka (1924–1960), der am 3. August 1960 beim Brand auf der Mirny-Station neben sieben weiteren Wissenschaftlern ums Leben gekommen war. Das Advisory Committee on Antarctic Names übertrug die russische Benennung 1964 ins Englische.